# NGC 3087
NGC 3087 é uma galáxia elíptica (E) localizada na direcção da constelação de Antlia. Possui uma declinação de -34° 13' 32" e uma ascensão recta de 9 horas, 59 minutos e 08,6 segundos.
A galáxia NGC 3087 foi descoberta em 2 de Fevereiro de 1835 por John Herschel.